# Thỏ sư tử tai cụp

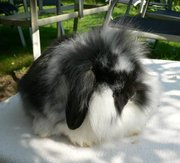

Thỏ sư tử Lop cỡ nhỏ (Mini Lion Lop) là một giống thỏ nhà có nguồn gốc từ Anh. Một trong những giống thỏ mới được nhân giống gần đây và chính thức được Hội đồng thỏ Anh (BRC) thừa nhận vào năm 2004.

## Đặc điểm
Kích cỡ và hình dáng gióng với loài Miniature Lop nhưng có thêm phần giống thỏ sư tử. Cũng như các loài thỏ lông dài khác, cần một người chủ có kinh nghiệm chăm sóc. Lion Mini Lop đã được phát triển ở Anh trong những năm 2000 và được chấp nhận vào năm 2006. Nó là rất giống với lop mini, chỉ với việc bổ sung một bờm quanh đầu và một 'bib' trên ngực. Giống này được tiên phong bởi Jane Bramley, người đã đóng góp rất nhiều công việc vào nhận được các giống được công nhận.
Hiện nay, LLUK là một câu lạc bộ quốc gia dành cho việc thúc đẩy sự phát triển hơn nữa của giống thỏ này. Nó được thành lập vào năm 2007, thành lập và chủ trì bởi Jane Bramley, những người đầu tiên đi tiên phong trong các giống thỏ. LLUK cung cấp các chương trình cổ trên khắp đất nước để làm lợi cho đơn vị triển lãm quan tâm của các giống Mini Lop Lion.

## Màu sắc
Màu sắc chấp nhận hiện nay là:
- Trắng (đỏ hoặc xanh)
- Đen
- Màu xanh
- Agouti
- Đá mắt mèo
- Màu xám sắt
- Nâu vàng đen đủi
- Màu vàng nhẹ
- Cam
- Xanh rubi sáng
- Đen
- Đen rái cá
- Thép
- Màu be
- Sôcôla
- Đốm lam
- Mẫu bướm

## Chăm sóc
Cho ăn cà rốt có thể khiến chúng bị sâu răng, cũng như gây nên những vấn đề về sức khỏe khác. Cà rốt và táo chứa nhiều đường thực vật, chỉ nên cho thỏ ăn những loại này ít. Chúng thích cam thảo nhưng nó lại không tốt bởi thỏ không thể tiêu hóa đường. Chúng thông thường không ăn rau củ có rễ, ngũ cốc hoặc trái cây, đặc biệt là rau diếp. Nên cho thỏ ăn cỏ, cải lá xanh đậm như bắp cải, cải xoăn, bông cải xanh (phải rửa sạch).
Luôn có thức ăn xanh trong khi chăm sóc, lượng thức ăn xanh cho chúng luôn chiếm 90% tổng số thức ăn trong ngày. Có thể cho chúng ăn thêm thức ăn tinh bột, không được lạm dụng vì chúng sẽ dễ bị mắc bệnh về đường tiêu hóa dẫn đến chết. Nhiều người cho rằng thỏ không cần uống nước là sai. Thỏ chết không phải do uống nước hay ăn cỏ ướt mà vì uống phải nước bẩn và ăn rau bị nhiễm độc.